# Anioły w Ameryce
Anioły w Ameryce (oryg. Angels in America: A Gay Fantasia on National Themes), dokładnie Anioły w Ameryce. Gejowska fantazja na motywach narodowych – sztuka teatralna Tony'ego Kushnera z 1991 (data wystawienia). Na jej podstawie powstały opera (adaptacja autorstwa Pétera Eötvösa) i miniserial telewizyjny Anioły w Ameryce w reżyserii Mike'a Nicholsa.

## Historia produkcji
Sztuka została wystawiona w ostatecznej wersji po raz pierwszy na Broadwayu w Walter Kerr Theatre w 1993, reżyseria George C. Wolfe. Pierwszą część, Millennium Approaches, przedstawiono w maju, a drugą, Perestroika, w listopadzie. Obydwie części Aniołów otrzymało Tony Awards i Drama Desk Awards dla najlepszych sztuk roku (rozdania nagród w 1993 i 1994).

## Przegląd treści
Dramat Tony'ego Kushnera opowiada o perypetiach grupy nowojorskich homoseksualistów w obliczu pandemii AIDS. Problemy, z którymi borykały się Stany Zjednoczone połowy lat osiemdziesiątych, stają się punktem wyjścia dla znacznie szerszych rozważań. Centrum wymowy dramatu stanowi nie epidemia AIDS i kryzys lat osiemdziesiątych, ale problem uwiedzenia Amerykanów przez ich własny mit.
Zakończenie sztuki ukazuje projekt nowej rodziny, a jego swoisty ewangelizm sceny staje się fundamentem projektu Nowej Ameryki w ogóle. W finałowej scenie przedstawiona jest rodzina złożona z trzech gejów (WASP-a, Żyda i Afroamerykanina) oraz mormonki w średnim wieku. Nowa rodzina składa się przede wszystkim z mniejszości seksualnych – homoseksualistów i kobiet; tych, którzy do tej pory nie mieli prawa głosu w amerykańskiej kulturze, mogą zaś przyczynić się do jej przemiany.
Ta sztuka jest o braku miłości, chwilowych, plastikowych uczuciach, zagrożeniu chorobami, śmierci. Ale także o braku duchowości w naszym świecie. Gubimy ją gdzieś po drodze, odrzucamy, nie będąc na nią gotowi, bojąc się jej, nie rozumiejąc. Wydaje się nie być nam potrzebna. Nie jesteśmy stworzeni tylko po to, aby pracować, zarabiać, rozmnażać się i umierać. W nasze życie wpisana jest duchowość i bez niej nie jesteśmy ludźmi. Anioł jest naszym duchowym wcieleniem, który otwiera nam pewną możliwość. Możemy z niej skorzystać lub nie. Wybór należy do każdego z nas. – powiedziała o sztuce Magdalena Cielecka.

## Recepcja
Kushner otrzymał za Anioły w Ameryce wiele nagród, w tym te najbardziej prestiżowe: Nagrodę Pulitzera oraz dwie Tony Awards, dwie Drama Desk Awards, the Evening Standard Award, the New York Critics Circle Award, the Los Angeles Drama Critics Circle Award and the LAMBDA Liberty Award for Drama. W 1998 roku londyński National Theatre uznał Anioły w Ameryce za jedną z dziesięciu najlepszych sztuk teatralnych XX wieku. Harold Bloom umieścił sztukę na swojej liście najważniejszych prac literackich w historii, w tzw. Kanonie Zachodnim (1994).

## Realizacje w Polsce
Adaptację sztuki Kushnera pt. Anioły Ameryki w reżyserii Wojciecha Nowaka zrealizował w 1995 gdański Teatr Wybrzeże. Premiera odbyła się 26 marca 1995.
- Asystent reżysera – Mirosław Krawczyk
- Tłumaczenie: Marta Gil-Gilewska
- Scenografia: Marek Chowaniec (s), Marlena Skoneczko (k)
- Muzyka: Brian Lock
- Obsada:
  - Joe – Jacek Mikołajczak/Dariusz Darewicz
  - Harper – Katarzyna Łukaszyńska
  - Louis – Grzegorz Gzyl
  - Prior – Jacek Labijak
  - Roy-Prior II – Jerzy Kiszkis
  - Rabin-Lekarz-Henry-Prior I – Andrzej Nowiński
  - Martin Heller-Eskimos-Mężczyzna – Mirosław Krawczyk
  - Matka Joe-Ethel Rosenberg – Wanda Neumann
  - Belize-Pan Bajer – Marzena Nieczuja-Urbańska
  - Anioł-Głos-Pielęgniarka Emily-Kobieta – Elżbieta Goetel

Pierwsze polskie przedstawienie sztuki Kushnera odbyło się 30 września 2000 w toruńskim Teatrze W. Horzycy. Spektakl wyreżyserował Marek Fiedor, scenografię stworzyła Monika Jaworska, a muzykę skomponował Tomasz Hynek. Obsada toruńskiej wersji Aniołów:
- Roy M. Cohn – Jacek Polaczek (gościnnie)
- Joe Porter Pitt – Michał Marek Ubysz
- Harper Amaty Pitt – Karina Krzywicka
- Louis Ironson – Paweł Kowalski
- Prior Walter – Sławomir Maciejewski
- Emily – Anna Magalska-Milczarczyk
- Henry – Dariusz Bereski
- Izydor Chemelwitz – Mieczysław Banasik

Inne Osoby:
- Pan Bajer – Anna Magalska-Milczarczyk
- Ethel Rosenberg – Anna Magalska-Milczarczyk
- Prior I – Mieczysław Banasik
- Prior II – Dariusz Bereski
- Anioł – Anna Magalska-Milczarczyk

17 lutego 2007 w warszawskim Teatrze Rozmaitości odbyła się premiera dramatu w reżyserii Krzysztofa Warlikowskiego, w przekładzie Jacka Poniedziałka i obsadzie:
- Roy M. Cohn – Andrzej Chyra
- Joe Porter Pitt – Maciej Stuhr
- Harper Amaty Pitt – Maja Ostaszewska/Magdalena Popławska
- Prior Walter – Tomasz Tyndyk
- Louis Ironson – Jacek Poniedziałek
- Belize, Mr. Ściemniacz – Rafał Maćkowiak
- Anioł, Emily – Magdalena Cielecka
- Hannah Porter Pitt, Rabbi Izydor Chemelwitz – Stanisława Celińska/Maja Komorowska
- Martin Heller, Aleksiej A. Prelapsarianow – Zygmunt Malanowicz
- Ethel Rosenberg – Danuta Stenka/Dorota Landowska / Monika Niemczyk
- Lekarka – Bogusława Schuber

W 2022 roku Michał Telega napisał autorski scenariusz pt. „Anioły w Ameryce, czyli demony w Polsce”, będący oryginalną wariacją na temat dzieła Tony'ego Kushnera, i wyreżyserował go w krakowskim Teatrze BARAKAH. 

### Krytyka, recenzje, wywiady
- Recenzja spektaklu TR na stronach Polskiego Radia
- Artykuł o sztuce i serialu na Innejstronie
- Wywiad Michała Hernesa w Krytyce Politycznej